# تومي فيرنر
تومي فيرنر (بالسويدية: Tommy Werner)‏ هو سباح سويدي، ولد في 31 مارس 1966 في كارلسكرونا في السويد.

## وصلات خارجية
- تومي فيرنر على موقع الاتحاد الدولي للسباحة (الإنجليزية)
- تومي فيرنر على موقع اللجنة الأولمبية الدولية (الإنجليزية)
- تومي فيرنر على موقع أوليمبيديا (الإنجليزية)
- تومي فيرنر على موقع اللجنة الأولمبية السويدية (السويدية)